# Masi Oka
Masayori "Masi" Oka (AFI: [masi]) (Tóquio, 27 de dezembro de 1974) é um ator nipo-americano indicado ao Globo de Ouro e artista de efeitos digitais. Atuou em muitos filmes e séries, inclusive na série Heroes, exibida pela rede NBC, onde interpreta um dos mais populares personagens[carece de fontes?], Hiro Nakamura.

## Biografia
Nasceu em Tóquio, Japão, e se mudou para Los Angeles, California com 6 anos, onde reside atualmente. Se graduou bacharel de ciências em Ciência da Computação e Matemática na Universidade de Brown em 1997 e também trabalhou como programador na empresa Industrial Light & Magic, de George Lucas, sendo responsável por filmes de Hollywood de alto orçamento como a segunda trilogia de Star Wars e a série de filmes Piratas do Caribe.

## Interesses
Oka fala fluentemente japonês, inglês e também fala espanhol de modo satisfatório. Seus hobbies incluem kendo, video-games, assistir e escrever comédias românticas, tocar piano e cantar. Coleciona histórias em quadrinhos e mangás. Freqüentou o primário na Mirman School, e se formou no Ensino Médio pela Harvard-Westlake School em 1992. Declarou em uma entrevista para o canal de televisão G4 que joga World of Warcraft, freqüentemente e administrou uma guilda no passado no servidor Spinebreaker.

## Infância
Em 1987, Oka, com 12 anos de idade, participou da capa da revista Time intitulada "As crianças nipo-americanas mais ". Apesar de não ter participado do artigo propriamente dito, ele conhecia o fotógrafo que fez a capa. Tinha um QI de 189 . Dez anos depois, se formou na Universidade de Brown.

## Carreira
Oka conseguiu seu primeiro emprego depois de se graduar em São Francisco, California, em uma agência da Industrial Light & Magic, a companhia de efeitos visuais especiais cinematográficos de George Lucas, com a esperança de um dia ganhar um Óscar pelo seu trabalho técnico em filmes. Seu primeiro grande projeto foi co-desenvolver um programa de computador para gerar efeitos da água, que foi inicialmente usado em A Perfect Storm mas posteriormente também usado em filmes como Piratas do Caribe. Mais tarde desenvolveu programas para a dinâmica computacional dos fluidos e quebra de superfícies, que também foram utilizados em múltiplos projetos. Tentou inicialmente atuar em 2000. Ganhou um cartão da Screen Actors Guild por aparecer em filmes industriais, e então se mudou para Los Angeles. ILM estipulou em seu contrato que ele poderia trabalhar na filial de Los Angeles mas teria que voltar a São Francisco se não conseguisse um papel importante no elenco daquela temporada. Oka conseguiu um papel para o episódio piloto. Embora o show não tenha continuado, Oka satisfez os requerimentos do contrato e pôde permanecer em Los Angeles. Decidiu continuar dedicando-se à atuação. Fez várias aparições como convidado especial e então um papel recorrente como Franklin na comédia Scrubs, da NBC.
Em 2006, Oka foi selecionado para o papel de Hiro Nakamura em Heroes. Oka traduz o seu diálogo do roteiro do inglês para o japonês. Legendas em inglês acompanham seu diálogo japonês na série. Sua interpretação lhe rendeu uma indicação ao Globo de Ouro aquele ano na categoria "Melhor Ator Coadjuvante em série de TV". Além de seu trabalho na série, ele continua a trabalhar na ILM mais de três dias por semana como pesquisador e diretor técnico de desenvolvimento, desenvolvendo programas que criam efeitos específicos.

## Filmografia

### Filmes
| Ano  | Título                                      | Papel                   | Notas           |
| ---- | ------------------------------------------- | ----------------------- | --------------- |
| 2002 | Austin Powers in Goldmember                 | Pedestre japonês        |                 |
| 2003 | Uh-Oh!                                      | Homem asiático          |                 |
| 2003 | Legalmente Loira 2                          | Estagiário do Congresso | Não creditado   |
| 2004 | Along Came Polly                            | Wonsuk                  |                 |
| 2005 | The Proud Family Movie                      | Garoto japonês          | Voz             |
| 2005 | Noroi                                       | Ele mesmo               |                 |
| 2005 | House of the Dead 2                         | Stanley Tong            |                 |
| 2006 | One Sung Hero                               | KJ                      | Curta-metragem  |
| 2007 | Balls of Fury                               | Funcionário de Feng     |                 |
| 2008 | Get Smart                                   | Bruce                   |                 |
| 2008 | Get Smart's Bruce and Lloyd: Out of Control | Bruce                   | Direct-to-video |
| 2008 | The Promotion                               | Agiota                  |                 |
| 2009 | Fired Up!                                   | Mascote de águia        |                 |
| 2010 | Searching for Sonny                         | Sonny Bosco             |                 |
| 2011 | Friends with Benefits                       | Darin Arturo Morena     |                 |
| 2013 | Jobs                                        | Ken Tanaka              |                 |
| 2017 | Death Note                                  | Detetive Sasaki         | Também produtor |
| 2018 | The Meg                                     | Toshi                   |                 |
| 2019 | Spies in Disguise                           | Katsu Kimura            | Voz             |
| 2022 | Bullet Train                                | Condutor                |                 |

### Televisão
| Ano             | Título                        | Papel                                 | Notas |
| --------------- | ----------------------------- | ------------------------------------- | --- |
| 2001            | Dharma & Greg                 | Nien-Jin                              | Episódio: "The End of the Innocence: Part 2" |
| 2001            | Citizen Baines                | Dan                                   | Episódio: "The Whoel Thump-Thump-Thump" |
| 2001            | Gilmore Girls                 | Estudante de filosofia                | Episódio: "The Road Trip to Harvard" |
| 2002            | Yes, Dear                     | Pedra falante                         | Episódio: "Dances with Couch" |
| 2002            | Sabrina, the Teenage Witch    | Membro do conselho                    | Episódio: "The Whole Ball of Wax" |
| 2002            | She Spies                     | Homem                                 | Episódio: "Fondles" |
| 2002–2003       | The Jamie Kennedy Experiment  | Vários                                | 4 episódios |
| 2002–2004       | Scrubs                        | Franklyn                              | 5 episódios |
| 2003            | On the Spot                   | Turista japonês                       | Episódio: "Little Brenda Dynamite" |
| 2003            | Luis                          | Deng Wu                               | 9 episódios |
| 2004            | Still Standing                | Ronald                                | Episódio: "Still Bill's Dad" |
| 2004            | All of Us                     | Edwin                                 | Episódio: "Home for Christmas?" |
| 2005            | Less than Perfect             | Hideki                                | Episódio: "I Just Don't Like Here" |
| 2005            | Reno 911!                     | Tradutor                              | |
| 2005            | Joey                          | Arthur                                | |
| 2005            | God Wears My Underwear        | Irmão Eo                              | Voz |
| 2005            | Punk'd                        | Tradutor                              | Temporada 5 |
| 2006            | Reba                          | Agente da IRS Phung                   | Episódio: "Don't Mess with Taxes" |
| 2006            | Without a Trace               | Wei Fan                               | Episódio: "Check Your Head" |
| 2006            | The Loop                      | Wang                                  | Episódio: "The Year of the Dog" |
| 2006            | The Sarah Silverman Program   | Clerk                                 | Episódio: "Batteries" |
| 2006–2010       | Heroes                        | Hiro Nakamura                         | 66 episódios Prêmio Saturno por Melhor Ator Coadjuvante em Televisão (2006) Nomeado—Globo de Ouro de Melhor Ator Coadjuvante em Televisão 2006) Nomeado—Emmy do Primetime de Melhor Ator Coadjuvante em Série Dramática (2007) Nomeado—Prêmio Satellite de Melhor Ator Coadjuvante – Série, Minisérie e Filme para Televisão (2007) Nomeado—Prêmio Saturno por Melhor Ator Coadjuvante em Televisão (2007) |
| 2007            | Jane Doe: Ties That Bind      | Agente Osaka                          | Filme para televisão |
| 2007            | Studio 60 on the Sunset Strip | Ele mesmo                             | Episódio: "The Harriet Dinner"; não creditado |
| 2007–2008       | Reno 911!                     | Turista estrangeiro, tradutor japonês | 3 episódios |
| 2007            | Robot Chicken                 | Sr. Rogers japonês / Chachi           | Voz |
| 2008            | Discovery Atlas               | Narrador                              | Episódio: "Japan Revealed" |
| 2010–2017; 2019 | Hawaii Five-0                 | Doutor Max Bergman                    | Recorrente (Temporada 1); Principal (Temporadas 2–7); 97 episódios; Participação (Temporada 10) |
| 2015            | Heroes Reborn                 | Hiro Nakamura                         | 3 episódios |
| 2018            | Mozart in the Jungle          | Fukumoto                              | 4 episódios |
| 2021            | Star Wars: Visions            | Ethan                                 | Curta-metragem: "The Ninth Jedi"; dublagem em inglês |
| 2023            | Samurai de Olhos Azuis        | Ringo/Muñones                         | Voz |

### Jogos eletrônicos
| Ano  | Título                           | Papel     | Notas    |
| ---- | -------------------------------- | --------- | -------- |
| 2007 | Cars Mater-National Championship | Koji      | Voz      |
| 2007 | Driver 76                        | Jimmy Yip | Voz      |
| 2019 | Outer Wilds                      |           | Produtor |

### Audiolivro
| Ano  | Título      | Papel         |
| ---- | ----------- | ------------- |
| 2013 | World War Z | Kondo Tatsumi |

### Artista de efeitos digitais
| Ano  | Título                                        | Notas                                                    |
| ---- | --------------------------------------------- | -------------------------------------------------------- |
| 1998 | Mighty Joe Young                              | Assistente técnico de CG: Industrial Light & Magic (ILM) |
| 1999 | Star Wars: Episódio I – A Ameaça Fantasma     | Produção de efeitos visuais e suporte técnico: ILM       |
| 2000 | Mission to Mars                               | Suporte técnico: ILM                                     |
| 2000 | The Perfect Storm                             | Artista digital: ILM                                     |
| 2002 | Star Wars: Episódio II – Ataque dos Clones    | Artista de efeitos digitais: ILM                         |
| 2003 | Hulk                                          | Diretor técnico: ILM                                     |
| 2005 | Star Wars: Episódio III – A Vingança dos Sith | Artista digital: ILM                                     |
| 2005 | Guerra dos Mundos                             | Artista digital: ILM                                     |
| 2006 | Pirates of the Caribbean: Dead Man's Chest    | Artista digital: ILM                                     |